# Konrád II. Znojemský
Konrád II. Znojemský († po 1161) byl synem Litolda Znojemského a Idy Babenberské, kníže znojemského údělu (1123–1128 a 1134–1161) a brněnského údělu (1156–1161) z dynastie Přemyslovců.

## Život
Po smrti Konrádova otce Litolda Vladislav I. na Znojemsko dosadil jeho bratrance a svého bratra zároveň, Soběslava (I.), kterému ale v roce 1123 toto území odebral a nastolil zde Konráda, tehdy ještě nezletilého. Dynastické rozpory mezi vládnoucími Přemyslovci a znojemskými údělnými knížaty vyvrcholily roku 1128 zajmutím Konráda II. Soběslavem I. pro spiknutí a uvězněním na hradě Grojči v Lužici. V roce 1134 Soběslav I. Konráda propustil a sjednal jeho sňatek s Marií Srbskou (dcerou Uroše I. a sestrou uherské královny Heleny), který se konal v červnu 1134.
V roce 1140 se českým knížetem stal Vladislav II., což bylo opět porušením nástupnického zákona, podle něhož měl na trůn jako nejstarší Přemyslovec nastoupit Konrád II. Znojemský.
Roku 1142 Konrád s podporou ostatních údělníků a některých českých předáků vyrazil k Praze a cestou v bitvě u Vysoké Vladislava porazil. Konrád pak oblehl Pražský hrad, ale Vladislav II. (vojensky podepřený bratrem Děpoltem I.) se obrátil o pomoc na římského krále Konráda III. Štaufského, svého nevlastního švagra. Před tímto vojskem se Konrád Znojemský stáhl. Údělnící se s Vladislavem v roce 1143 smířili, ovšem přepadli a málem zabili biskupa Jindřicha Zdíka za jeho podporu Vladislava. Konrád Znojemský pak musel načas uprchnout ke králi Konrádovi III. před Vladislavovým hněvem, který uspořádal trestnou výpravu na Znojmo. Jindřich Zdík byl za svou věrnost odměněn vynětím biskupských statků a jejich lidí z pravomoci údělníků.

## Potomci
Z manželství s Marií Srbskou jsou známy tyto děti:
- Arnošt (po 1135 – před smrtí otce)
- Konrád II. Ota (1136/1141–1191), český kníže

∞ Hellicha z Wittelsbachu
- Helena Znojemská (asi 1141–1202/1206), polská kněžna

∞ Kazimír II. Spravedlivý